# Park Hae-joon
Park Sang-woo (en hangul, 박상우; RR: Bak Sang-u; Busan, 14 de junio de 1976), conocido artísticamente como Park Hae-joon (hangul: 박해준, RR: Bak Hae-jun), es un actor surcoreano.

## Biografía
Es primo del también actor surcoreano Tae In-ho.
Estudió teatro en la Universidad Nacional de Artes de Corea (Korea National University of Arts).
En el 2010 se casó con la actriz Oh Yoo-jin; la pareja tiene dos hijos.

## Carrera
Es miembro de la agencia 플레오이엔티. Previamente fue parte de la agencia "A-Rod Entertainment".
El 9 de octubre de 2013 apareció en la película Hwayi: A Monster Boy donde interpretó a Beom-soo, un planificador y miembro de una notoria organización criminal de cinco miembros.
En mayo de 2014 se unió al elenco recurrente de la serie Doctor Stranger donde dio vida a Cha Jin-soo, un agente norcoreano.
El 20 de junio de 2015 se unió al elenco principal de la serie My Beautiful Bride donde interpretó a Park Hyung-sik, un oficial y compañero de Cha Yoon-mi (Lee Shi-young) de quien está enamorado, hasta el final de la serie en agosto del mismo año.
El 24 de septiembre del mismo año apareció como parte del elenco de la película The Accidental Detective donde dio vida al detective Joon-soo, un oficial que es falsamente acusado de un asesinato y cuyos amigos Kang Dae-man (Kwon Sang-woo) y el oficial Noh Tae-soo (Sung Dong-il) se unen para encontrar a los verdaderos culpables.
El 22 de junio de 2016 se unió al elenco principal de la serie Wanted donde interpretó a Song Jung-ho, el CEO de "UCN" y esposo de la actriz Jung Hye-in (Kim Ah-joong).
En el 2018 apareció como parte del elenco recurrente de la serie My Mister (también conocida como "My Ahjussi") donde dio vida a Monk Gyum-deok, el amigo de Park Dong-hoon (Lee Sun-kyun), quien en el pasado salió con Jung-hee (Oh Na-ra). El 22 de mayo del mismo año apareció como parte del elenco principal de la película Believer (también conocida como "Drug War") donde interpretó al criminal Park Seon-chang, un matón del cartel de drogas del Señor Lee y el superior de Seo Young-rak (Ryu Jun-yeol).
El 20 de marzo de 2019 apareció como parte del elenco de la película Jo Pil-ho: The Dawning Rage donde dio vida a Kwon Tae-joo, el criminal jefe de seguridad de la corporación empresarial Taesung. En junio del mismo año se unió al elenco recurrente de la serie Arthdal Chronicles donde interpretó a Moo-baek, un guerrero de las fuerzas de Daekan y el abuelo de Ta-gon (Jang Dong-gun).
El 27 de noviembre de 2019 se estrenó la película Bring Me Home, en la que interpretó el papel de Myung-gook, un hombre que ha dejado su trabajo como profesor para buscar a su hijo desaparecido seis años antes. El 11 de diciembre del mismo año apareció como parte del elenco principal de la película Cheer Up, Mr. Lee donde dio vida a Young-soo, el hermano de Chul-soo (Cha Seung-won).
El 27 de marzo de 2020 se unió al elenco principal de la serie The World of the Married donde interpretó a Lee Tae-oh, un hombre que hace lo que sea necesario para obtener lo que quiere y que termina engañando a su esposa Ji Sun-woo (Kim Hee-ae), hasta el final de la serie el 16 de mayo del mismo año. Su interpretación recibió buenas críticas.
En 2021 se unió al elenco de la película Emergency Declaration (también conocida como "State of Emergency") donde da vida al director del centro de manejo de crisis del gobierno. La película se estrenó en el Festival Internacional de Cine de Cannes el 16 de julio de 2021, y el 3 de agosto de 2022 en Corea del Sur.
En febrero del mismo año se anunció que se había unido al elenco de la película Jung Family Cattle Ranch (también conocida como "Jung's Ranch") donde da vida a Byung-soo.El 2 de julio del mismo año apareció en la película The 8th Night, donde interpretó a Kim Ho-tae, un detective de crímenes violentos, quien investiga los siete cuerpos que se encuentran en formas grotescas.

## Filmografía

### Series de televisión
| Año  | Título                                                             | Personaje          | Notas        | Ref.   |
| ---- | ------------------------------------------------------------------ | ------------------ | ------------ | ------ |
| 2010 | Daemul                                                             | Reportero          |              |        |
| 2012 | Jeon Woo-chi                                                       | Dae-geun           |              |        |
| 2014 | Doctor Stranger                                                    | Cha Jin-soo        |              |        |
| 2014 | Misaeng                                                            | Chun Kwan-woong    |              |        |
| 2015 | Missing Noir M                                                     | Ha Tae-jo          | 2 episodios  | [ 19 ] |
| 2015 | My Beautiful Bride                                                 | Park Hyung-sik     | 16 episodios |        |
| 2016 | Wanted                                                             | Song Jung-ho       | 16 episodios |        |
| 2018 | Mi señor                                                           | Monk Gyum-deok     |              |        |
| 2019 | Arthdal Chronicles Part 1: The Children of Prophecy                | Moo-baek           |              |        |
| 2019 | Arthdal Chronicles Part 2: The Sky Turning Inside Out, Rising Land | Moo-baek           |              |        |
| 2019 | Arthdal Chronicles Part 3: The Prelude To All Legends              | Moo-baek           |              |        |
| 2020 | The World of the Married                                           | Lee Tae-oh         | 16 episodios | [ 20 ] |
| 2025 | Si la vida te da mandarinas...                                     | Gwan-sik de adulto |              | [ 21 ] |

### Series web
| Año  | Título                     | Personaje    | Plataforma | Ref.          |
| ---- | -------------------------- | ------------ | ---------- | ------------- |
| 2022 | I Haven’t Done My Best Yet | Nam Geum-pil | TVING      |               |
| 2024 | The 8 Show                 | -            | Netflix    | [ 22 ] [ 23 ] |

### Películas
| Año  | Título                      | Personaje                    | Notas                                                                                           | Ref.          |
| ---- | --------------------------- | ---------------------------- | ----------------------------------------------------------------------------------------------- | ------------- |
| 2012 | Helpless                    | Usurero                      | junto a Kim Min-hee, Lee Sun-kyun, Jo Sung-ha y Song Ha-yoon                                    |               |
| 2013 | Pluto                       | Detective Choi               | junto a Lee David, Sung Joon, Kim Kkot-bi, Jo Sung-ha y Kim Kwon                                |               |
| 2013 | Hwayi: A Monster Boy        | Beom-soo                     | junto a Yeo Jin-goo, Kim Yoon-seok, Jang Hyun-sung, Nam Ji-hyun, Cho Jin-woong y Kim Young-min  |               |
| 2014 | Genome Hazard               | Kurosaki                     | junto a Hidetoshi Nishijima, Kim Hyo-jin, Yōko Maki, Masatō Ibu y Lee Geung-young               |               |
| 2014 | See, Beethoven              | Hombre pobre                 | junto a Oh Yoo-Jin, Gong Sang-ah, Kim So-jin                                                    |               |
| 2014 | A Touch of Unseen           | Ginecólogo                   | junto a Kim Jae-seung, Lee Sa-bi, Park Soo-in y Choi Ri-ho                                      |               |
| 2015 | The Accidental Detective    | Det. Lee Joon-soo            | junto a Kwon Sang-woo, Sung Dong-il, Seo Young-hee, Lee Il-hwa y Lee Seung-Joon                 |               |
| 2015 | 4th Place                   | Kwang-soo                    | junto a Yoo Jae-sang, Choi Moo-sung, Jung Jae-sung, Jung Ga-ram y Cha Bo-sung                   | [ 24 ]        |
| 2016 | Pure Love                   | Min-ho / San-dol (de adulto) | junto a Do Kyung-soo, Kim So-hyun, Park Yong-woo, Lee Beom-soo y Kim Ji-ho                      |               |
| 2016 | Missing Woman               | Park Hyun-ik                 | junto a Gong Hyo-jin, Uhm Ji-won, Kim Hee-won, Seo Ha-nui, Kim Ga-ryul y Jun Suk-chan           |               |
| 2017 | The Nest (보금자리)         | Padre                        | junto a Jeon Do-yeon, Kim Bo-min y Kim Pu-reum                                                  |               |
| 2017 | Heart Blackened             | Dong Seong-sik               | junto a Choi Min-sik, Park Shin-hye, Ryu Jun-yeol, Lee Soo-kyung, Jo Han-chul y Lee Ha-nui      |               |
| 2017 | Warriors of the Dawn        | Tarobe                       | junto a Lee Jung-jae, Yeo Jin-goo, Kim Mu-yeol, Park Won-sang, Esom, Bae Soo-bin y Oh Kwang-rok |               |
| 2018 | Believer                    | Park Seon-chang              | junto a Cho Jin-woong, Ryu Jun-yeol, Kim Joo-hyuk, Kim Sung-ryung y Cha Seung-won               | [ 25 ]        |
| 2019 | Jo Pil-ho: The Dawning Rage | Kwon Tae-joo                 | junto a Lee Sun-kyun, Jeon So-nee, Park Byung-eun, Song Young-chang y Jung Ga-ram               |               |
| 2019 | Bring Me Home               | Myung-gook                   | junto a Lee Young-ae, Yoo Jae-myung, Lee Won-keun, Jung Ae-hwa y Kim Yi-kyung                   |               |
| 2019 | Tune in for Love            | Jong-woo                     | junto a Kim Go-eun, Jung Hae-in, Kim Gook-hee, Jung Yoo-jin, Kwon Eun-soo y Kim Dae-gon         |               |
| 2019 | Cheer Up, Mr. Lee           | Young-soo                    | junto a Cha Seung-won, Um Chae-young, Kim Hye-ok, Ahn Kil-kang y Jeon Hye-bin                   |               |
| 2019 | Start-Up                    | Tae-sung                     | junto a Ma Dong-seok, Park Jung-min, Jung Hae-in, Yum Jung-ah y Choi Sung-eun                   |               |
| 2021 | Emergency Declaration       | Director de Manejo de Crisis | junto a Lee Byung-hun, Jeon Do-yeon, Song Kang-ho, Im Si-wan y Kim Nam-gil                      | [ 26 ]        |
| 2021 | Jung Family Cattle Ranch    | Byung-soo                    | junto a Ryu Seung-ryong, Jung Suk-yong, Jeon Seok-ho, Lee Sang-hee y Ong Seong-wu               |               |
| 2021 | The Eighth Night            | Det. Kim Ho-tae              | junto a Lee Sung-min, Nam Da-reum, Kim Yoo-jung, Choi Jin-ho y Park Se-hyun                     | [ 27 ]        |
| 2022 | In Our Prime                | An Gi-cheol                  | junto a Choi Min-sik, Kim Dong-hwi y Park Byung-eun                                             | [ 28 ]        |
| 2023 | 12.12: The Day              | Gen. Noh Tae-geon            | junto a Hwang Jung-min, Jung Woo-sung, Lee Sung-min y Kim Sung-kyun                             | [ 29 ]        |
| 2025 | Yadang: The Snitch          | Oh Sang-jae                  | junto a Kang Ha-neul, Yoo Hae-jin, Ryu Kyung-soo y Chae Won-bin.                                | [ 30 ] [ 31 ] |

### Programas de variedades
| Año  | Título                    | Función  | Notas   |
| ---- | ------------------------- | -------- | ------- |
| 2019 | Let's Eat Dinner Together | Invitado | Ep. 141 |

### Presentador
| Año  | Evento                      | Función                  | Ref.   |
| ---- | --------------------------- | ------------------------ | ------ |
| 2020 | 56.os Premios Baeksang Arts | Presentador de categoría | [ 32 ] |

### Teatro
| Año                      | Título                           | Personaje                                           | Notas |
| ------------------------ | -------------------------------- | --------------------------------------------------- | ----- |
| 2015, 2019               | 달빛요정과 소녀                  | DJ캐준                                              |       |
| 2016                     | 원파인데이                       | 정훈                                                |       |
| 2014                     | 마르고 닳도록                    | -                                                   |       |
| 2012 - 2013              | Right There                      | Byeong-do (병도)                                    |       |
| 2011                     | Yeon                             | Yoo Seong-ok (유성옥)                               |       |
| 2011                     | A Story of Old Thieves           | -                                                   |       |
| 2007 - 2008, 2010 - 2011 | Almost, Maine                    | Yi-hyeon / Ji-min / Chan-doo / Hyeok-pil / Da-young |       |
| 2007                     | Then, Jeddah Has Been Spilled By | -                                                   |       |
| -                        | Othello                          | -                                                   |       |
| -                        | Agamemnon                        | -                                                   |       |

## Premios y nominaciones
| Año  | Premio                    | Categoría                                  | Trabajo                  | Resultado | Ref.          |
| ---- | ------------------------- | ------------------------------------------ | ------------------------ | --------- | ------------- |
| 2016 | 25th Buil Film Award      | Mejor actor revelación                     | 4th Place                | Nominado  |               |
| 2017 | 4th Wildflower Film Award | Mejor actor                                | 4th Place                | Nominado  |               |
| 2018 | 27th Buil Film Award      | Mejor actor de reparto                     | Believer                 | Nominado  |               |
| 2019 | 55th Baeksang Arts Award  | Mejor actor de reparto                     | Believer                 | Nominado  | [ 33 ]        |
| 2020 | 7th APAN Star Award       | Premio a la excelencia, actor en miniserie | The World of the Married | Ganador   | [ 34 ] [ 35 ] |